# Costa del Sol
Costa del Sol (ejtsd: kosztá del szol, magyarul am. Napospart) Spanyolország déli részén, Andalúziában található turisztikai régió. A régió Málaga tartománynak és Cádiz tartomány keleti részének a Gibraltári-szorosig tartó földközi-tengeri partszakaszát öleli fel. A régió a Costa de la Luz és Costa Tropical között helyezkedik el.

## Történelem
A régiónak nincs hivatalos határa, viszont általános elfogadott az a megállapítás hogy a Costa del Sol La Línea de la Concepción és Nerja közötti 150 km-es partszakasz közt van. A „Costa del Sol” megnevezést először a 20. század elején használta Rodolfo Lussnigg, hogy Almería tengerpartját népszerűsítse. 1960-as évek vége felé a kifejezést Kelet-Andalúzia mediterrán tengerpartjára értették. A Costa del Sol, Napos part megnevezés a helyi napsütéses éghajlatra utal, ami az egyik legtöbb Európában. Costa del Sol Spanyolország egyik legfontosabb turisztikai régiója. Andalúzia turizmusának 35%-a erre a régióra koncentrálódik.
A régió a 19. század alatt prosperáló kereskedelmi és ipari központ volt. A turizmus tömegessé válása az 1920-as évektől kezdődött el, amikor a Baños del Carmen létrejött Málagában és Torremolinosban golfpálya nyílt. Az 1950-es években vált nemzetközi turisztikai úticélponttá és a mai napig is különösen népszerű a régió a brit, német , skandináv és francia turisták körében. A régió legnépesebb városa Málaga, elővárosával együtt 1 millió lakossal. Málagaban található a régió nemzetközi repülőtere, a Málaga-Costa del Sol nemzetközi repülőtér, amely a harmadik legforgalmasabb repülőtér a szárazföldi Spanyolországban a madridi Barajas és barcelonai El Prat nemzetközi repülőterek után.

## Közlekedés
A parton megy végig az A-7-es autóút vagy az N-340-es országút. Az útvonal a francia-spanyol határtól a Földközi-tenger partvonalán érinti Barcelona, Valencia, Alicante, Murcia, Almería városokat majd Málaga után egészen Cádizig tart az út. A vasúti közlekedés csomópontja a málagai Málaga-María Zambrano pályaudvar ahova AVE nagysebességű vasút jár rendszeresen Madridból Córdoba érintésével, idényjeleggel közvetlenül Madridból is érkezik vasút.  A közvetlen vonat,az 520 km-es távot 2 óra 45 perc alatt teszi meg. A helyközi Cercanías viszonylat egyik vonala Áloráig, a másik vonal a nemzetközi reptér érintésével Fuengirola településig megy, ami megáll olyan népszerű üdülőtelepüléseken mint Torremolinos vagy Benalmádena.

## Galéria

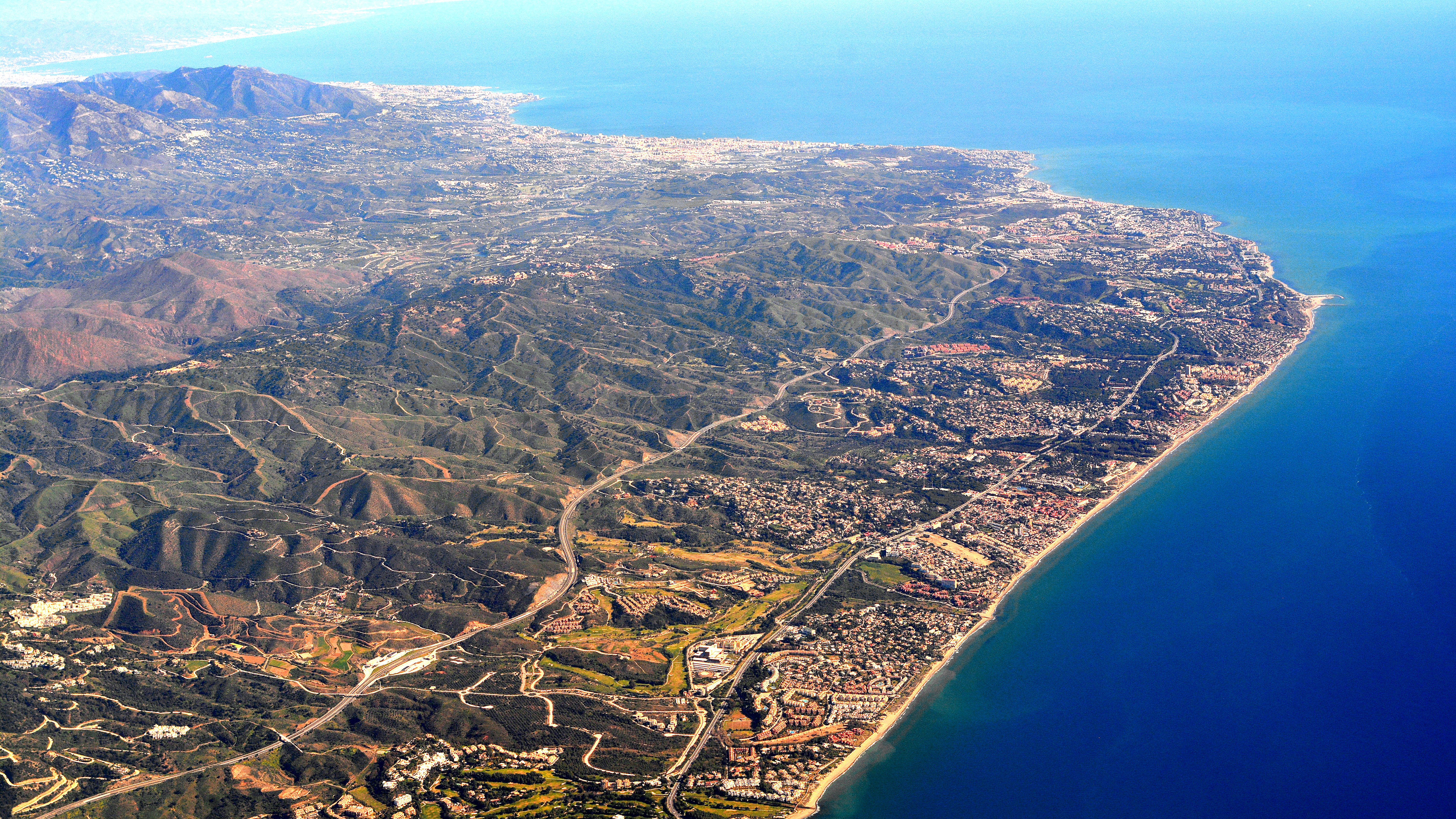
Marbella és Fuengirola közti terület madártávlatból
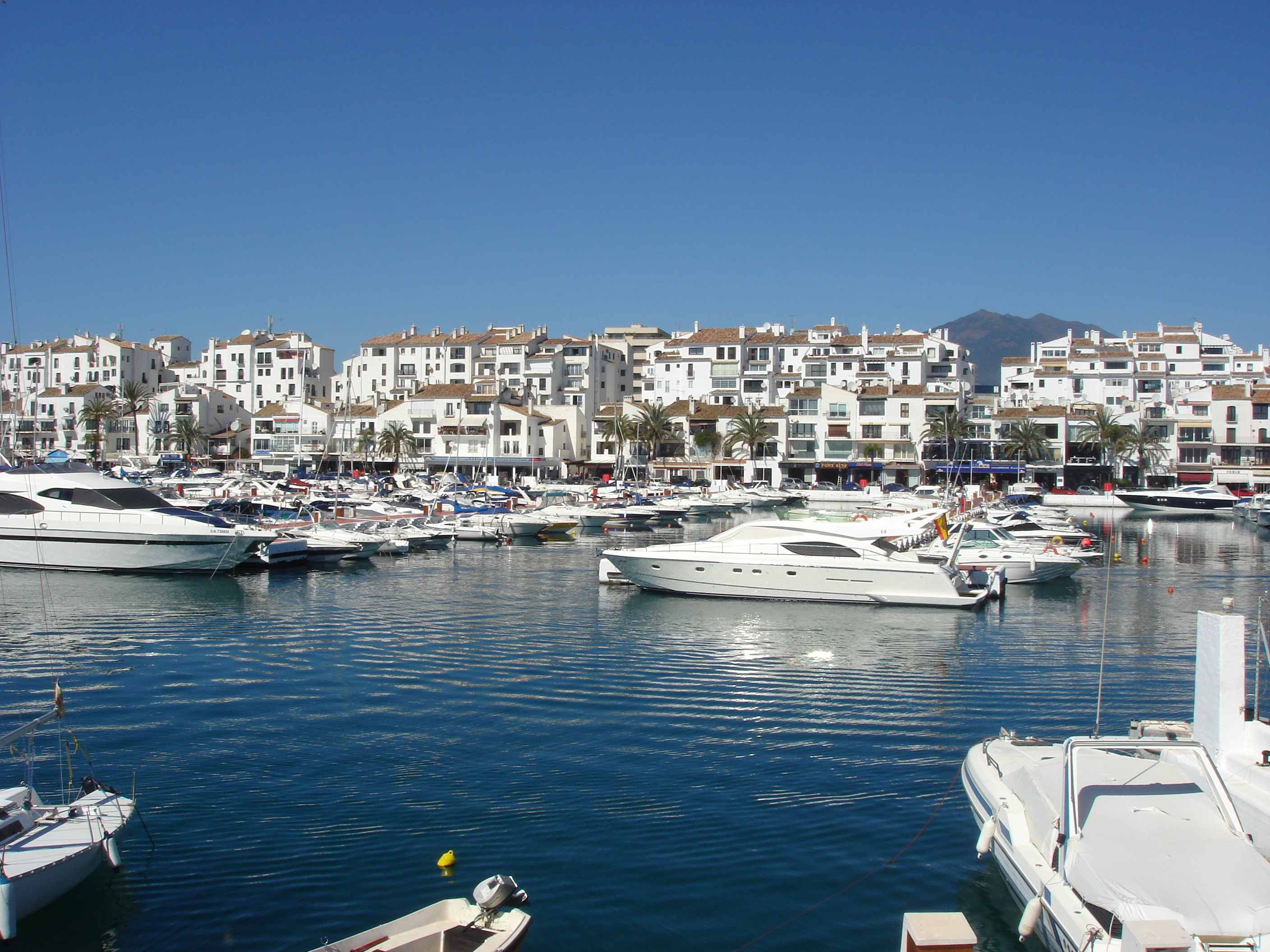
Puerto Banus, Marbella
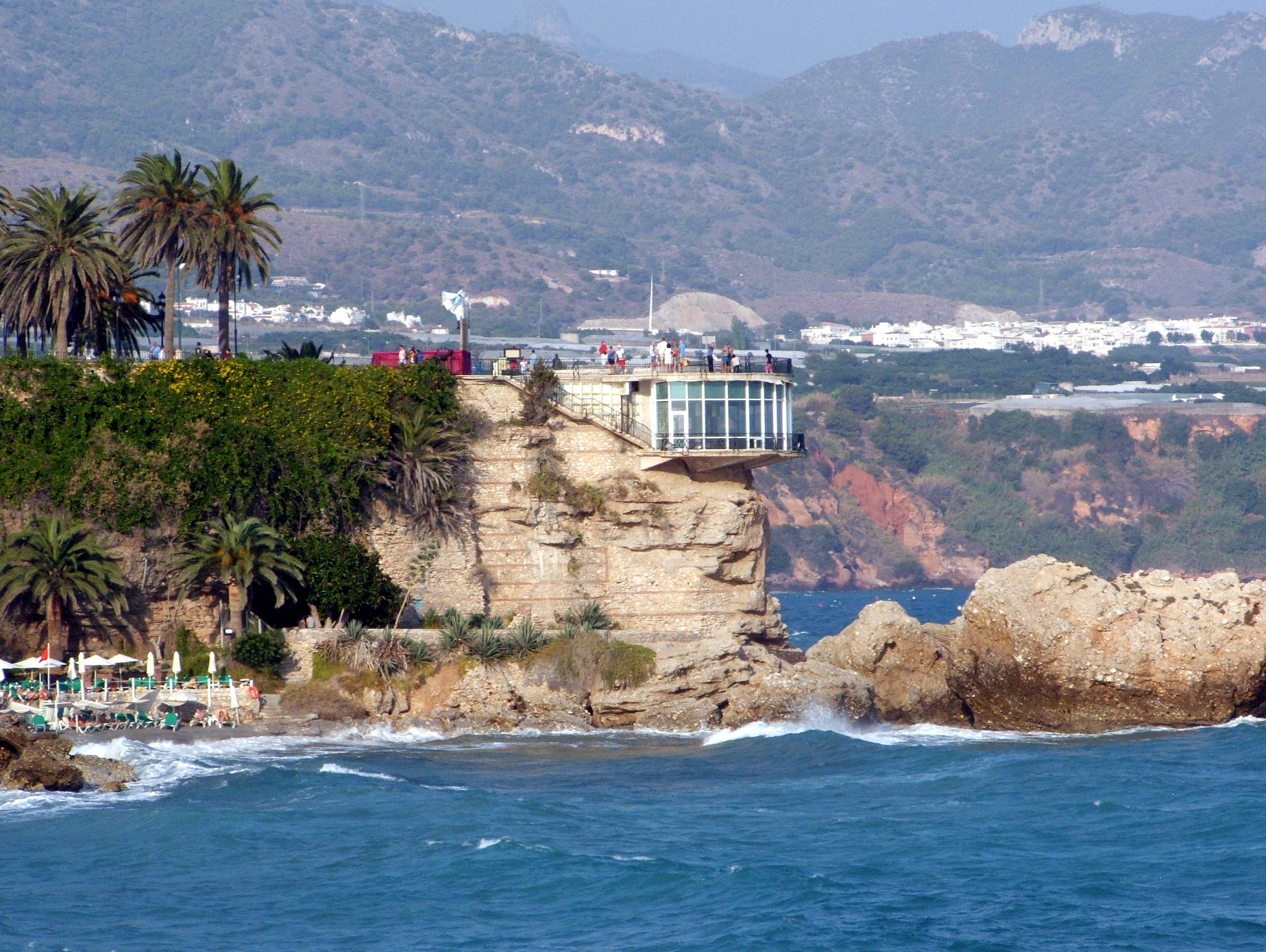
Nerja, Balcón de Europa
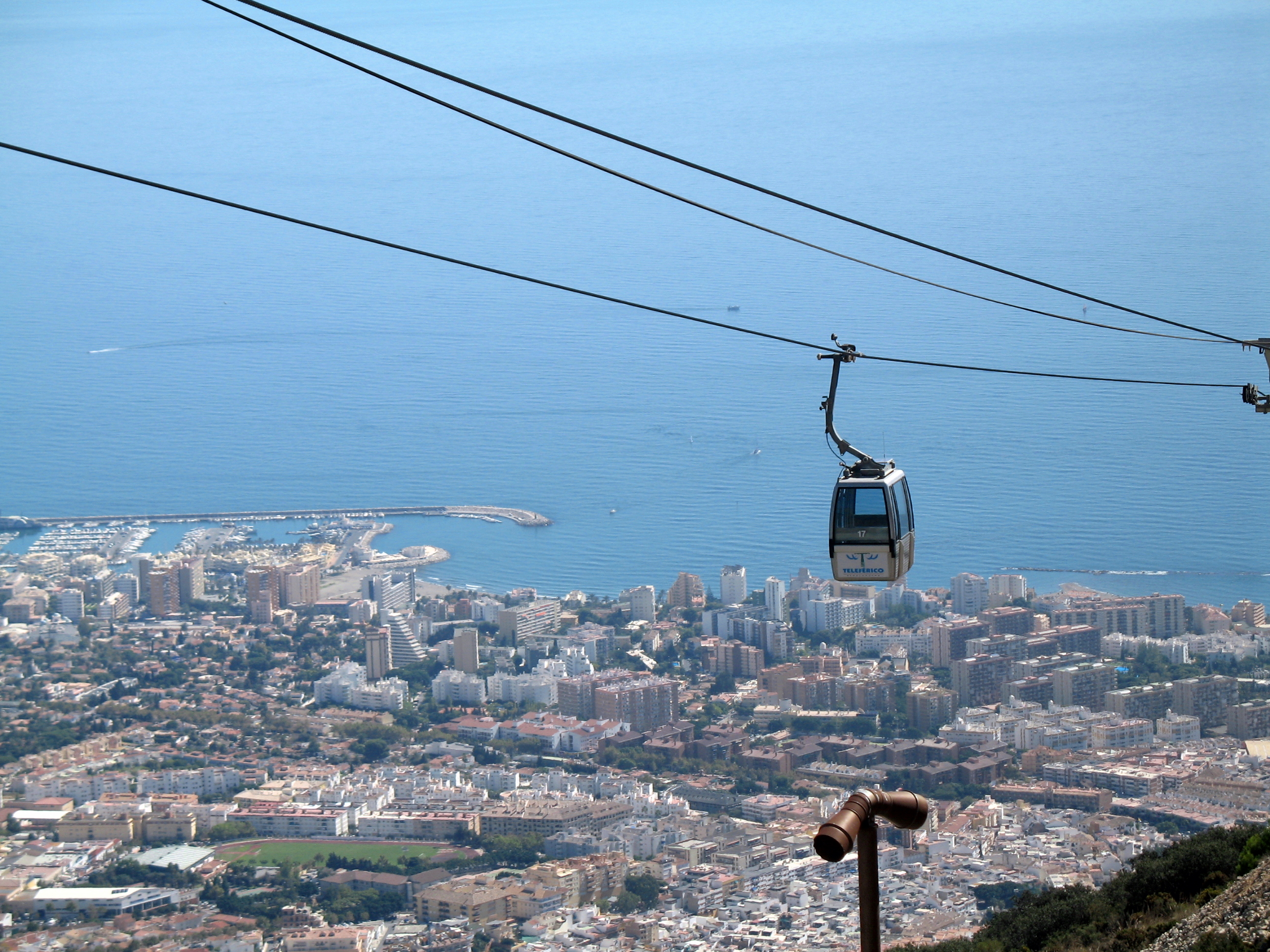
Benalmádena, libegő
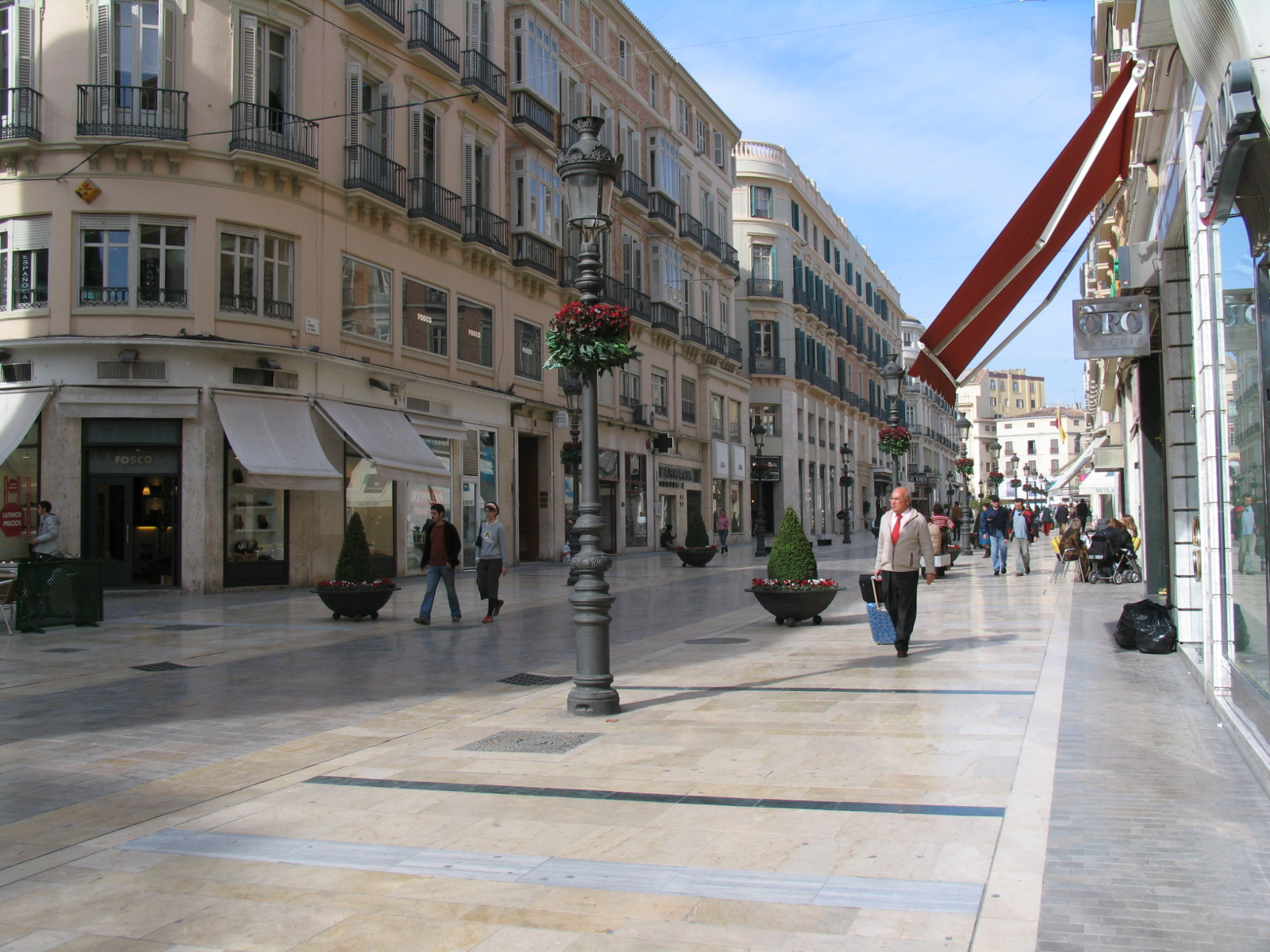
Málaga, Calle Larios
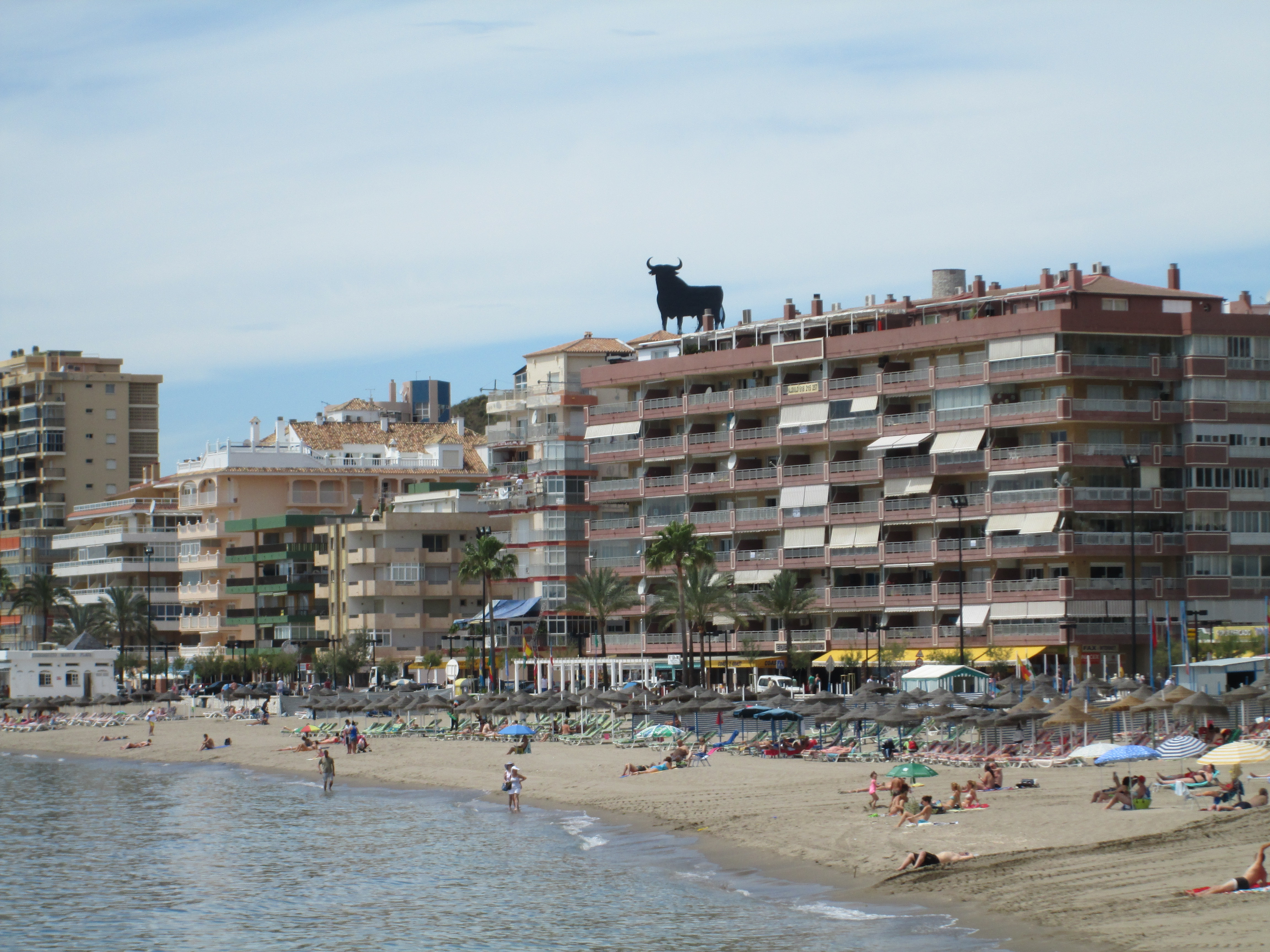
Fuengirola